# جورج هنري فاندربلت سيسيل
جورج هنري فاندربلت سيسيل (بالإنجليزية: George Henry Vanderbilt Cecil)‏ هو شخصية أعمال أمريكي، ولد في 27 فبراير 1925.